# ISO/CEI 12207
ISO/CEI 12207 ou  ISO/CEI/IEEE 12207 est une norme internationale intitulée « Ingénierie des systèmes et du logiciel - Processus du cycle de vie du logiciel » qui a pour objectif de poser la référence pour les processus du cycle de vie logiciel dans les domaines du génie logiciel et de l'ingénierie des systèmes.  
Cette norme décrit un modèle de processus qui couvre :
- des processus de base :
  - Acquisition pour l'organisme lui-même,
  - Activités du fournisseur,
  - Développement du logiciel,
  - Exploitation du système informatique et des services associés,
  - Maintenance du logiciel.
- des processus supports :
  - Documentation du logiciel et de son cycle de vie,
  - Gestion de configuration,
  - Assurance qualité (PAQ) avec les revues, audit et vérification
  - Vérification,
  - Validation,
  - Revue conjointe,
  - Audit pour la vérification de la conformité avec les exigences,
  - Résolution de problèmes et de non-conformités en cours de développement et à l'exploitation.
- des processus organisationnels :
  - Management de toutes les activités, y compris la gestion de projet,
  - Infrastructure nécessaire à un processus,
  - Pilotage et amélioration du cycle de vie
  - Formation du personnel.

La norme ISO/CEI 12207 s'applique à des acquisitions de logiciels, de prestations logicielles ou du développement de logiciels spécifiques. Les activités d'exploitation et de maintenance des logiciels entrent également dans le périmètre de cette norme.
La norme ISO/CEI 12207 a été élaborée par le comité technique Joint Technical Committee 1 de l'ISO/CEI. La première version a été publiée en 1995 sous le titre « Technologies de l'information -- Processus du cycle de vie du logiciel ». Une nouvelle version a été publiée en 2008 sous le titre « Ingénierie des systèmes et du logiciel -- Processus du cycle de vie du logiciel ».  Une nouvelle version conjointe avec l'IEEE a été publiée en 2017.  